# 马彦祥
马彦祥（1907年—1988年），男，浙江鄞县人，中华人民共和国政治人物，原中华人民共和国文化部戏曲改进局副局长、艺术局副局长。
1954年，当选第一届全国人民代表大会代表。